# Samsung Galaxy A11
Samsung Galaxy A11 là một điện thoại thông minh sử dụng hệ điều hành Android cấp thấp được phát triển bởi Samsung Electronics. Nó được công bố lần đầu tiên vào ngày 13 tháng 3 năm 2020 là bản kế nhiệm của Samsung Galaxy A10. Một thiết bị tương tự, Galaxy M11, được phát hành lần đầu tiên vào 13 tháng 3 năm 2020, nhưng với dung lượng pin lớn hơn (5000 mAh), M11 cũng đang được bán chính thức ở Tây Âu.
Trong khi Galaxy A01 và Galaxy A11 bị bỏ qua ở Tây Âu, Trung Quốc và Hàn Quốc, thì Samsung đã phát hành phiên bản kế nhiệm của nó, Galaxy A02s và Galaxy A12.

## Thiết kế
A11 nhỏ gọn hơn đáng kể so với người tiền nhiệm của nó, có kích thước 161,4 x 76,3 x 8 mm và nặng 177g, nhiều hơn 9 gram so với A10. Về ngoại hình, Galaxy A11 trông khá giống với Galaxy A10. Nó có một khung bezel mỏng bao quanh màn hình, với một khung bezel phía dưới lớn hơn đáng kể. Cả hai điện thoại đều có máy quét dấu vân tay ở mặt sau và vị trí của máy ảnh nằm ở trên cùng bên trái trên cả hai điện thoại. Tuy nhiên, mảng camera là điểm khác biệt lớn nhất về thiết kế giữa A10s và A11. Trong khi cả hai đều có máy ảnh được chứa trong một hình bầu dục nhỏ theo chiều dọc, A11 có một máy ảnh phụ (làm cho hình bầu dục nói trên lớn hơn theo chiều dọc) và đèn flash đã được di chuyển sang bên phải của cảm biến độ sâu (máy ảnh trên cùng) thay vì bên dưới hình trái xoan. Ngoài ra, thiết kế của camera trước cũng khác. A10s có một notch hình giọt nước, trong khi A11 có một lỗ ở góc trên bên trái. Ngoài ra, trên A11, mọi nút vật lý đều ở bên phải, trong khi trên A10s, các nút âm lượng ở bên trái. A11 có bốn màu khác nhau: Đen, Trắng, Đỏ và Xanh dương.

## Thông số

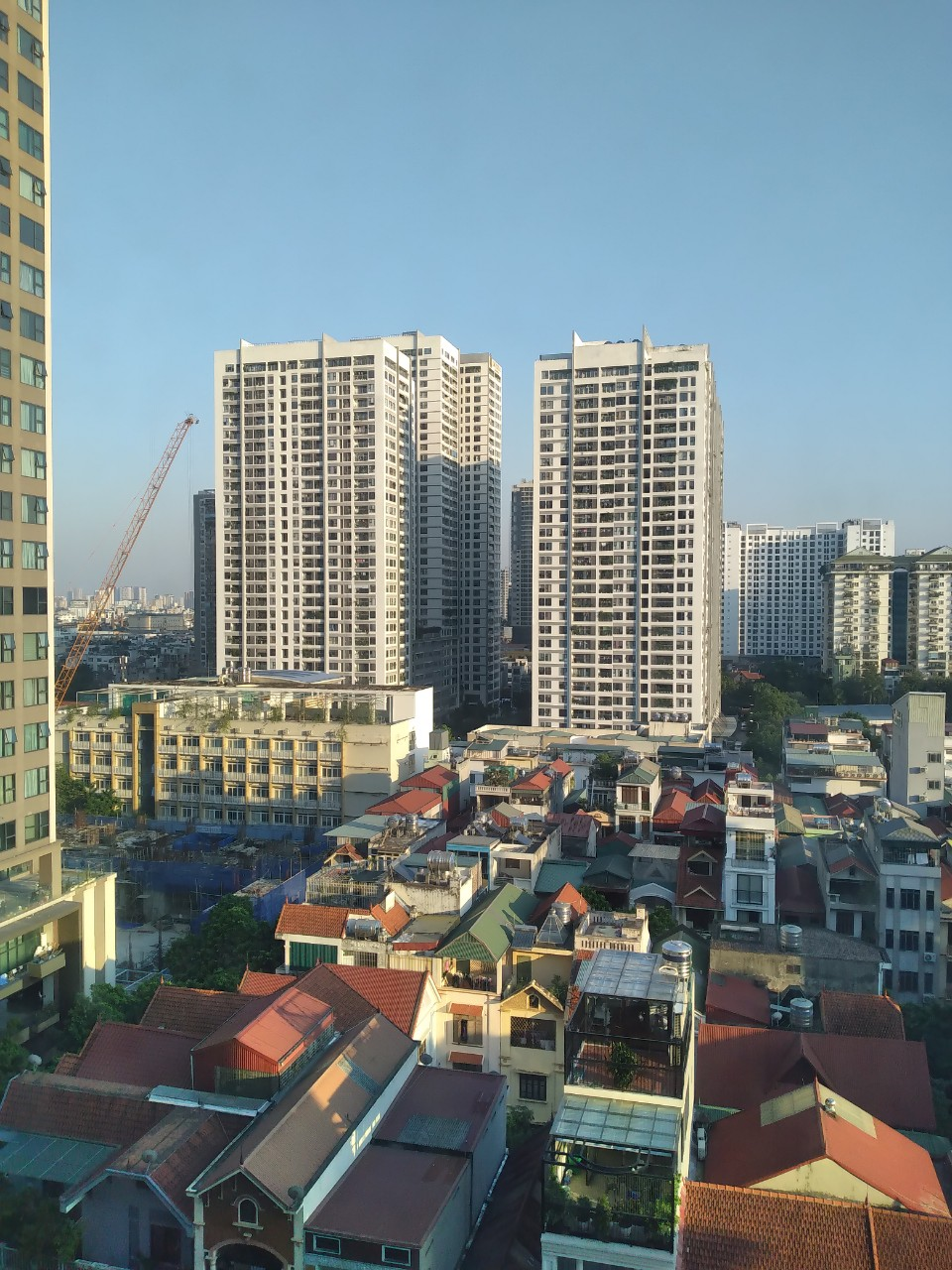
Ảnh được chụp từ điện thoại

### Phần cứng
Samsung Galaxy A11 có màn hình TFT 6.4" PLS, độ phân giải 1560x720 (HD+). Điện thoại có CPU lõi tám 1,8 GHz, Qualcomm Snapdragon 450 SoC, và sẽ đi kèm với bộ nhớ 32 GB (có thể mở rộng bằng cách sử dụng thẻ nhớ microSD tối đa 512GB, tổng cộng tối đa là 544GB) và RAM 2 hoặc 3GB. Điện thoại có pin 4000 mAh và hỗ trợ sạc nhanh 15W.

#### Chụp hình
Không giống như Galaxy A10 chỉ có một camera phía sau, A11 có ba. Các thông số kỹ thuật của camera chính khá giống nhau, tiết kiệm cho việc tăng khẩu độ một chút (f / 1.8, tăng từ f / 1.9). A11 cũng có một camera siêu rộng, sẽ là cảm biến 5MP phía sau ống kính f / 2.2. A11 cũng có cảm biến 2MP, f / 2.4 để cung cấp thông tin về độ sâu. Camera selfie đã tăng lên 8MP (tăng từ 5). Từ trên xuống dưới, thứ tự của các camera là cảm biến độ sâu, chính, siêu rộng.

### Hệ điều hành
Galaxy A11 đi kèm với Android 10 trong One UI 2 và gần đây đã bắt đầu nhận được bản cập nhật Android 11 và One UI 3 ở một số khu vực nhất định. Nó sẽ sớm nhận được bản cập nhật phần mềm cuối cùng One UI 4 / Android 12.